# Zigurat

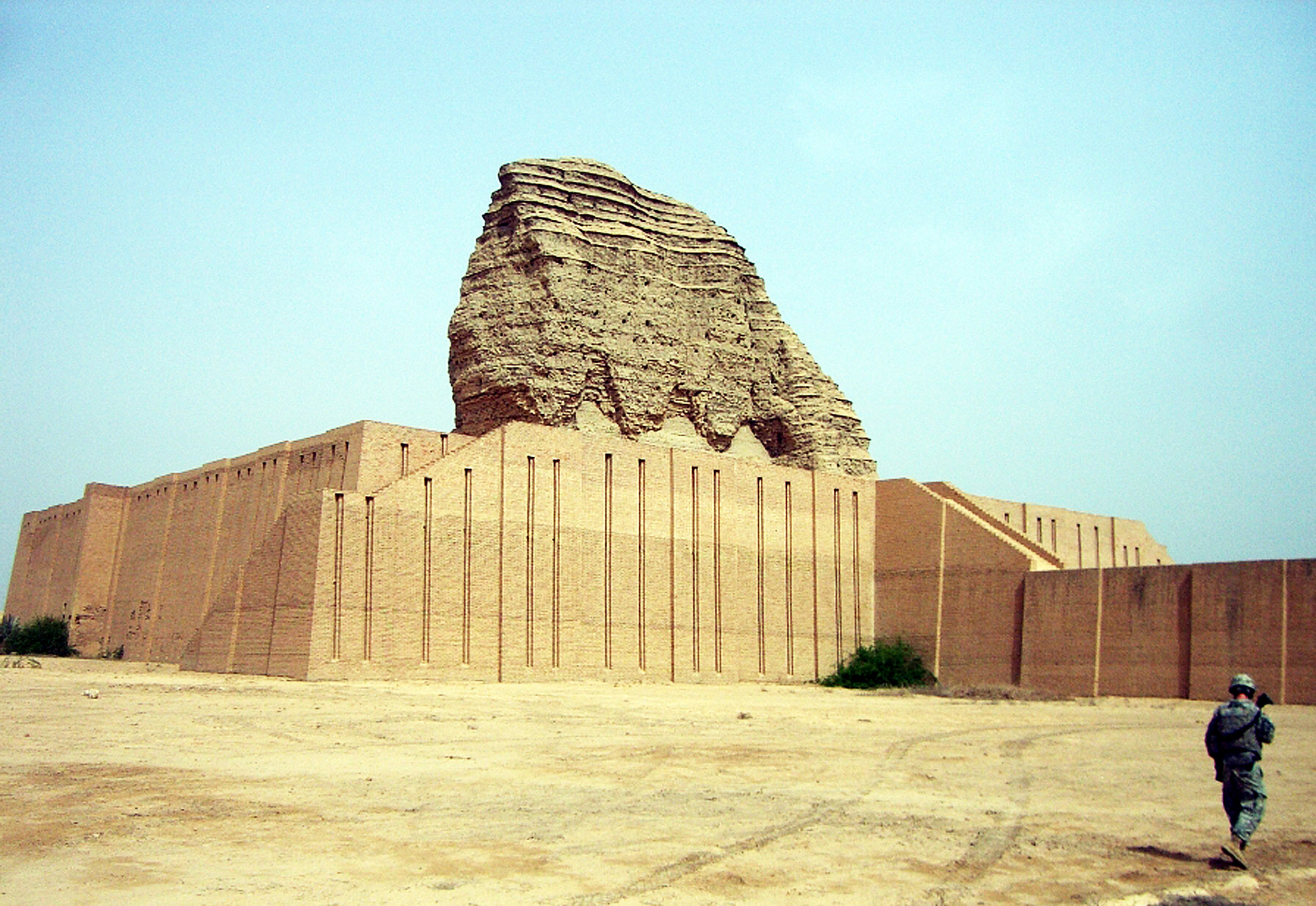
Zigurat de Dur-Kurigalzu patrullado por soldado estadounidense en Irak.

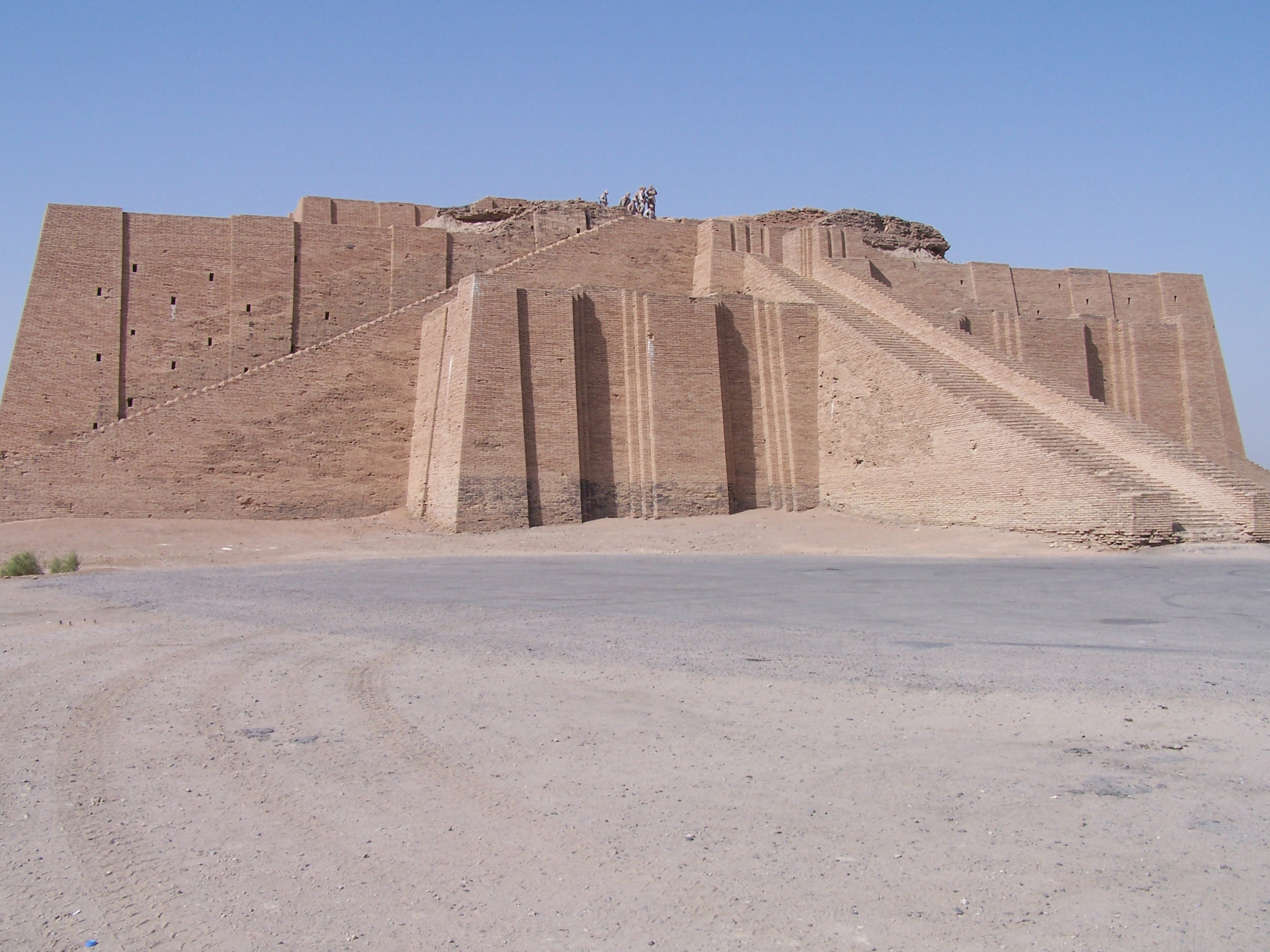
Zigurat de Ur en Irak

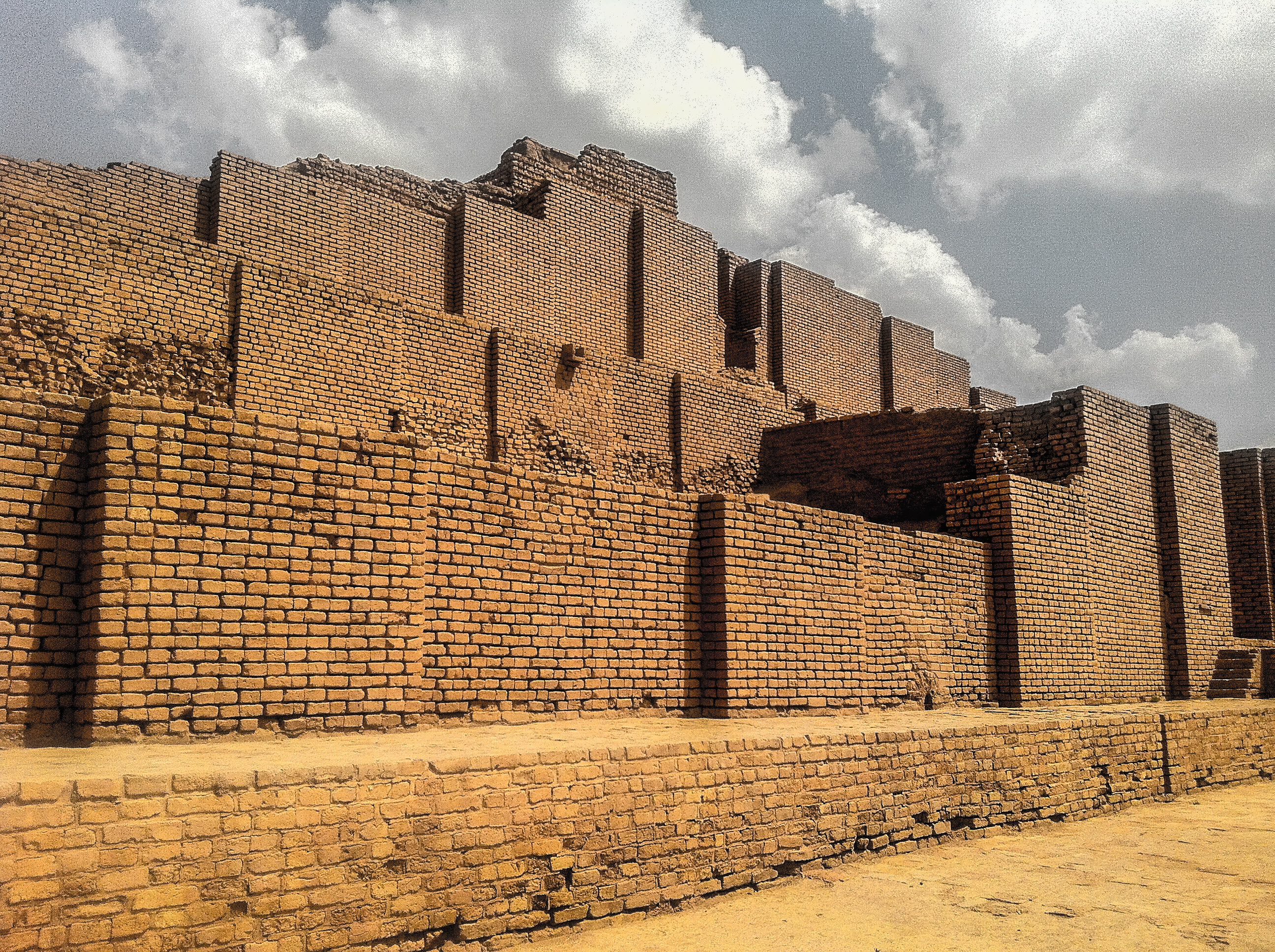
Dur-Untash, o Choga Zanbil, construido en el por Untash Napirisha, es uno de los zigurats mejor conservados. Se encuentra cerca de Susa, Irán.

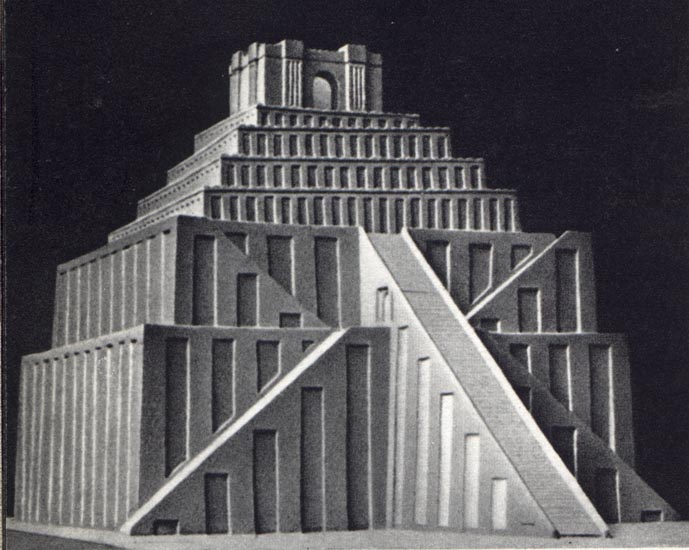
Reproducción de cómo luciría el Etemenanki (Torre de Babel) en realidad.

Un zigurat  es un templo de la antigua Mesopotamia que tiene la forma de  pirámide escalonada. El diseño de un zigurat parte de una simple base con un templo en lo alto. La base podía ser de forma rectangular, ovalada o cuadrada. El núcleo del zigurat –la parte no expuesta a la intemperie– estaba construido de ladrillos secados al sol  (adobe), mientras que la parte exterior estaba revestida de ladrillos cocidos, los cuales podían además estar vitrificados en diferentes colores; el acceso se realizaba mediante escaleras situadas en los lados del zigurat o que ascendían en espiral hasta la cima. Uno de los mejores conservados es el de Choga Zanbil en el actual Irán, en el territorio  entre Irak e Irán. El zigurat más antiguo que se conserva es el Tappeh Sialk en Kashan, datado en el III milenio a. C.
Un ejemplo de un zigurat sencillo es el Templo blanco de Uruk, en la antigua Sumeria. El zigurat en sí solo es la base sobre la que se levanta el templo blanco. El propósito es acercar el templo al cielo, al cual se accede desde el nivel del suelo por unas escaleras.
Un ejemplo de un gran y complejo zigurat es el Etemenanki, templo dedicado a Marduk en Babilonia, Mesopotamia. No ha quedado gran cosa de esta gran estructura, ni siquiera al nivel del suelo, pero las prospecciones arqueológicas y las noticias históricas que de él se tienen hablan de un zigurat de siete niveles pintados de diferentes colores, coronado con un templo de bellas proporciones. El templo parece haber estado pintado de color índigo, al igual que el último nivel. Se sabe que había tres escaleras que llevaban al templo, dos de las cuales (las laterales) solo ascendían hasta la mitad de la altura del zigurat. También era donde se oraba a los dioses de Mesopotamia. 
Etemenanki, el nombre de la estructura, es una palabra sumeria que significa la fundación del cielo y la Tierra. Probablemente construida por Hammurabi, en su base se han encontrado restos de anteriores zigurats y otras estructuras. La última fase de construcción consiste en un revestimiento de 15 m de ladrillo construido por el rey Nabucodonosor II.
El Pr. Montero  Fenollós ha destacado las enormes dificultades de conocer con mayor grado de certeza la historia del zigurat de Babilonia. No se sabe con exactitud en qué momento se construyó el templo, pero es probable que existiese ya en el reinado de Hammurabi (1792-1750 a. C.), pues un poema titulado “Enuma Elish” que fue escrito durante el reinado anterior o un poco después menciona el templo dedicado a Marduk y se intuye la existencia de Etemenanki.
Los zigurats fueron un tipo de templo común para los  sumerios, babilonios y asirios.
Los zigurats no eran el lugar en que se realizaban actos públicos o ceremonias, sino que se los consideraba la morada de los dioses. Gracias al zigurat, la gente podía estar cerca de los dioses. Cada ciudad tenía su propio dios o diosa, de la cual era patrón, gobernador, patesi o lugal. Solo los sacerdotes tenían acceso al interior del zigurat para atender a las necesidades de los dioses, lo cual hacía de ellos un elemento poderoso de la sociedad.
Se ha sugerido que el zigurat era una representación simbólica del primitivo terraplén del cual se creó el universo o como un puente entre el cielo y la Tierra. Los sumerios los concibieron como un eje cósmico, un enlace vertical entre el cielo y la tierra, y entre la tierra y el mundo subterráneo, así como un enlace horizontal entre las diferentes tierras. Siete niveles representan los siete cielos o planos de la existencia, los siete planetas y los siete metales, cada uno de ellos asociado a su color correspondiente.
En total se conocen 32 zigurats; cuatro de ellos están en Irán y el resto principalmente en Irak. El último que se descubrió es el de Sialk, en Irán.
El diseño de la bíblica Torre de Babel puede estar basado en los zigurats de Babilonia.